# Amphistomus uncinatus
Amphistomus uncinatus là một loài bọ cánh cứng trong họ Bọ hung (Scarabaeidae).